# 陸東
陸東（Andrew Look，1965年—），陸東資產管理有限公司董事總經理兼投資總監，瑞銀集團(UBS)亞洲財富管理及顧問。 曾任職恆生銀行、麗新集團及保誠保險。

## 簡歷
他中學畢業於香港聖保羅男女中學，1986年於加拿大多倫多大學財經系畢業，同年任職恒生銀行投資部，1990年轉職麗新集團企業策略及財務部，1994年於保誠保險擔任基金經理。2000年加入瑞銀，至2008年8月離任瑞銀亞洲董事總經理，2009年自立門戶，成立陸東資產管理有限公司，同年5月推出基金。
陸東是莎莎財務總監陸楷的堂弟，電視廣播有限公司董事利孝和夫人陸雁群的姪兒。
他分析股市走勢的準確表現，被投資者視為「股神」之一，更成為自2003年連續5年亞太區最佳的分析師。
2009年12月，陸東獲委任為嘉瑞國際控股有限公司(港交所：0822)獨立非執行董事。
2010年，陸東旗下管理的股票投資基金資產總值約3億美元（約23.4億港元）。
2010年9月，陸東獲委任為TCL通訊(港交所：02618)獨立非執行董事，獲18萬港元年薪及認股權。
2014年6月，陸東獲委任為鴻福堂(港交所：1446)獨立非執行董事; 鴻福堂成功於2014年7月4日於港交所上市。
2007年，陸東以6400萬港元購入飛鵝山自住居所，其後升值至超過2億港元，2011年則出售中環九如坊舖位。
陸東熱愛中國瓷器;並為當今世上其中一位最大的道光(1821-1850)御製瓷器收藏家之一。其藏品達400多件; 名愚謙齋。自七十年代中後期始(他當年只十來歲) 他便以有限的零用錢及利市錢專攻收集道光御製瓷器, 埋首那時沒啥人有興趣的道光瓷器，在荷李活道徜徉,並只買不賣歷30多年。80年代後期，市場開始缺道光瓷器精品，為了擴大收藏，一直抗拒拍賣行、不願給佣金的他，90年代初他開始參與拍賣場競投。及至90年代中期他在金融界的名氣大了，為了避免給人認出，抬高競投價，他改用電話或網上競投。2014年5月13日他首次於倫敦佳士得拍賣行舉行第一次”專拍”, 名為:古雅清麗:陸東先生珍藏御製道光瓷器 。是次拍賣(共40件精品)是史上晚清官窯的最大專拍並獲空前成功; 共拍賣得超過一百一十萬英鎊。 陸東將部分收益用於成立獎學金及捐贈于聖雅各福群會。他多年來支持聖雅各福群會並為其籌集經費，貫切他堅定的行善信念: 充份利用自己在本地社會的凝聚力和地位; 歇盡全力幫助社會上的弱勢社羣; 以求達至和睦,融洽,和諧的社會 - ”Giving while living” 是他多年的行善信念。

### Look's Securities Limited
於2016年2月2日在香港成立。
「1號牌」證券交易，已於8月31日生效。負責人員為陸東和朱嘉迅。

## 股市分析
2007年9月，陸氏指「港股直通車」若開通，令大量中國內地資金來港投資，恒生指數2008年合理目標為28000點，最樂觀或可達35000點。
2007年11月，正當港股憧憬「港股直通車」而急升之際，陸氏指港股受美國次按危機及企業盈利放緩影響，預測恆指或會從高位跌4000點，2008年合理目標為32000點，最樂觀或可達42000點 結果，恆指不久從約32000點的高位跌至27000點，和陸東預測的42000相距甚遠。
2008年1月，陸氏降恆指合理目標至28500點。
2008年4月，陸氏再降恆指合理目標至26800點，並指恆指在20000點及國指在10000點會有強大支持，強調牛市還未結束。但自2008年8月，恆指便跌破20000點，一直向下，仍未見底。
2009年1月，他警告金融海嘯下的熊市仍未結束，恆指合理估值為12000至13000點，料不會跌至2008年10月10676點的低位，又預測樓價不會跌至2003年沙士事件時水平。
2010年9月，他預期上海A股未來可見5,000點水平。
2010年11月底，陸東出席雜誌iMoney舉辦的研討會上，估計恒指2011年合理值爲33,000點，並推介多隻股票，包括合景泰富(港交所：01813)、領展(港交所：00823)、冠君產業信託(港交所：02778)、安踏(港交所：02020)、建設銀行(港交所：00939)及香港交易所(港交所：00388)等。至2011年9月，恒指全年最高約24,000點。
2012年5月，他預期恆指今年保守估計合理值25,800點，看好公用、收租股

## 樓市分析
2011年9月，陸東第二本著作《繼續傲行》推出，他認為香港住宅樓價偏高，租金回報則跌至低水平，樓市將於2014年出現「危險時刻」，因樓宇供應會在2014年開始正常化，而利率則可能回升。

## 著作
- 《智者傲行》，文化傳信，ISBN 9789888008506
- 《繼續傲行》，文化傳信，ISBN 9789888113095